# Piękniczka błękitnooka
Piękniczka błękitnooka (Priapella intermedia) – gatunek żyworodnej ryby z rodziny piękniczkowatych (Poeciliidae).
Po raz pierwszy gatunek został odkryty w południowej części Meksyku w wodach przesmyku Tehuantepec, w pobliżu miasta Coatzacoalcos. Do Europy przywieziony został w latach sześćdziesiątych XX wieku.

## Występowanie
Wody słodkie i słonawe Meksyku w pobliżu ujścia rzeki Coatzacoalcos do Zatoki Meksykańskiej.

## Dymorfizm płciowy
W ubarwieniu ryby są podobne, samica jest większa, bardziej wygrzbiecona. Cechą charakterystyczną u samicy jest brak plamy ciążowej. U samców występuje gonopodium.
Samce osiągają długość 5 cm, samice są większe, do 7 cm.

## Warunki hodowlane
| Zalecane warunki w akwarium | Zalecane warunki w akwarium         |
| --------------------------- | ----------------------------------- |
| Zbiornik                    | średni (60-80 l)                    |
| Temperatura wody            | 23-28°C                             |
| Twardość wody               | miękka do średniej                  |
| Skala pH                    | 7-8 (wrażliwa na wahania pH)        |
| pokarm                      | wszystożerna (żywy, suchy, mrożony) |

## Biotop
Ryba towarzysko usposobiona do innych gatunków. Zbiornik hodowlany powinien być dość luźno obsadzony roślinnością dla zapewnienia rybom wolnego miejsca do pływania. W akwarium piękniczka błękitnooka przebywa w części przypowierzchniowej i środkowej, w której jest silniejsza rotacja wody.
Dla utrzymania tego gatunku w hodowli akwarystycznej wymagana jest czysta woda i okresowe jej zasalanie w akwarium solą kuchenną w ilości 1 łyżeczka soli na 10 l wody.
Ważną czynnością w hodowli jest zabezpieczenie górnej części zbiornika poprzez jego przykrycie, gatunek ten potrafi wyskakiwać z wody.

## Rozmnażanie
Cykliczność rozmnażania u dojrzałych samic wynosi 30-35 dni. Z braku widoczności plamy ciążowej u samicy, trudno ustalić stan samicy i okres trwania ciąży. Młode rodząc się mierzą ok. 8 mm długości.